# Героида

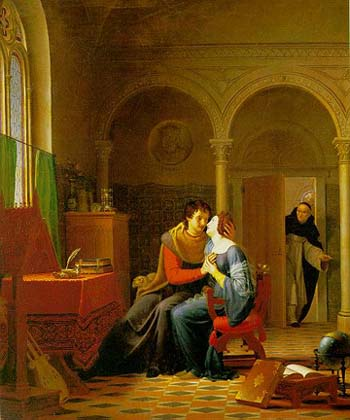
Любовь и переписка Элоизы и Абеляра — тема сентиментальных героид
(картина Жана Виньо, Jean Vignaud, 1819)

Герои́да (фр. héroïde, греческого происхождения) — письмо в стихах от лица какого-нибудь известного героя истории или легенды; особого вида элегия, в которой выражение чувства неудовлетворённой и тоскующей любви влагаются в уста богов и героев; поэтический жанр, распространённый в литературе конца XVIII века; утратила значение с падением ложноклассицизма.
Основателем поэтического жанра считается Овидий, с его письмами различных героинь к своим возлюбленным (ок. 5 г. до н. э.).
Автор термина — французский поэт Шарль-Пьер Колардо́ (фр. Charles-Pierre Colardeau, 1732—1776), пытавшийся копировать сентиментальную героиду Александра Поупа «Элоиза к Абеляру» (1717).
Гердер в «Адрастее» сильно и победоносно ополчился против этого «фальшивого рода поэзии».